# Tuolpujärvi (sjö i Enare, Lappland, Finland)
Tuolpujärvi eller Tuolbijärvi är en sjö i Finland. Den ligger i kommunen Enare i landskapet Lappland, i den norra delen av landet, 1 000 km norr om huvudstaden Helsingfors. Tuolpujärvi ligger 132,3 meter över havet. Den ligger vid sjön Kuortakkijärvi. Arean är 43,4 hektar och strandlinjen är 4,54 kilometer lång. Sjön  ingår i Pasvik älvs huvudavrinningsområde. 